# Andrea Di Corrado
Andrea Di Corrado (Ponte San Pietro, 13 augustus 1988) is een Italiaans wielrenner die anno 2012 uitkomt voor Colnago-CSF Inox. Eerder liep hij stage bij UnitedHealthcare Pro Cycling.

## Belangrijkste overwinningen
2012
- 5e etappe Ronde van Turkije